# Sorin Macavei
Sorin Radu Macavei, född 24 maj 1956 i Cluj-Napoca, är en rumänsk före detta volleybollspelare.
Macavei blev olympisk bronsmedaljör i volleyboll vid sommarspelen 1980 i Moskva.